# Erica sphaeroidea
Erica sphaeroidea är en ljungväxtart som beskrevs av Dulfer. Erica sphaeroidea ingår i släktet klockljungssläktet, och familjen ljungväxter. Inga underarter finns listade i Catalogue of Life.